# Dasysternica callicrena
Dasysternica callicrena là một loài bướm đêm trong họ Geometridae.